# Ocnogyna cypriata
Ocnogyna cypriata är en fjärilsart som beskrevs av Bang-haas. Ocnogyna cypriata ingår i släktet Ocnogyna och familjen björnspinnare. Inga underarter finns listade i Catalogue of Life.